# Ойен, Люка
Люка́ Ойе́н (нидерл. Luca Oyen; родился 14 марта 2003) — бельгийский футболист, полузащитник клуба «Генк».

## Клубная карьера
Уроженец Ноттингема, Англия, Люка в раннем возрасте переехал с родителями в Бельгию, где стал воспитанником футбольной академии «Генка». 9 августа 2020 года дебютировал в основном составе «Генка», выйдя на замену в матче высшего дивизиона бельгийского чемпионата против «Зюлте-Варегем». 20 сентября 2020 года впервые вышел в стартовом составе «Генка» в матче против «Мехелена».

## Карьера в сборной
Выступал за сборные Бельгии до 15, до 16, до 17 и до 19 лет.

## Личная жизнь
Люка — сын экс-футболиста Дави Ойена, выступавшего за «Генк», ПСВ, «Андерлехт» и «Ноттингем Форест», а также за сборную Бельгии.